# تصور هايزنبرغ

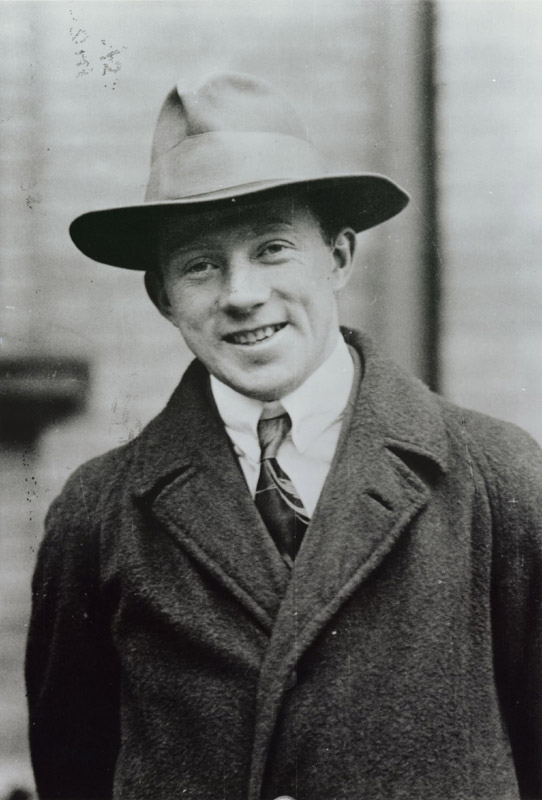

في ميكانيكا الكم، تمثيل أو كتابة هايزنبرغ هي واحدة من ثلاث تركيبات وطرق المعالجة للمشاكل النسبية للزمن في سياق ميكانيكا الكم التقليدية. في هذا التمثيل، مؤثرات النظام تتغير في الزمن.

## عموميات
مبدأ التراكب الكمي يقول أن الحالة الكمومية العامة هي عموما تركيبة خطية من الحالات الكمومية الخاصة، في هذا التمثيل:
- الحالات الكمومية غير مرتبطة بالزمن، يُرمز لها في كتابة ديراك ب {\displaystyle |\Psi \rangle _{H}}.
- المؤثرات نسبية مع الزمن.

هذا التمثيل هو على النقيض من تمثيل شرودنغر حيث المؤثرات مستقلة عن الزمن لكنها تعمل على متجهات الحالة الكمومية التي نسبية في الزمن.

## الصياغة الرياضية
في سياق تمثيل هايزنبرغ لميكانيكا الكم، متجهة الحالة الكمومية {\displaystyle |\psi \rangle _{H}} يمكن تحديدها على النحو التالي:
{\displaystyle |\psi \rangle _{H}=U^{-1}(t,t_{0})|\psi (t)\rangle _{S}=|\psi (t_{0})\rangle _{S}}
في حين أن القياس يُحَدد بالمعادلة التالية:
{\displaystyle {d \over {dt}}A_{H}={1 \over {i\hbar }}[A_{H},{\hat {H}}]+({{\partial A_{H}} \over {\partial t}})_{classique}}
التشابه مع الفيزياء الكلاسيكية واضح من خلال استبدال المفتاح بقوس السمكة.

## مؤثر (فيزياء) التغيير
يمكن كتابة مؤثر (فيزياء) التغيير في الزمن على الشكل التالي:
{\displaystyle |\Psi (t)\rangle _{S}=U(t,t_{0})|\Psi (t_{0})\rangle _{S}}
حيث:

{\displaystyle U(t,t_{0})=e^{-{\frac {i}{\hbar }}{\hat {H}}(t-t_{0})}}

## العلاقة مع تصور شرودنغر
ليكن {\displaystyle {\hat {A}}_{H}} قياس :
{\displaystyle \langle {\hat {A}}\rangle (t)=\langle \psi |{\hat {A}}_{H}|\psi \rangle _{H}=\langle \psi (t)|{\hat {A}}_{S}|\psi (t)\rangle _{S}} 

حيث

{\displaystyle |\psi (t)\rangle } ترضخ لمعادلة شرودنغر.
{\displaystyle |\psi (t)\rangle _{S}=U(t,t_{0})|\psi (t_{0})\rangle _{S}}

حيث:

{\displaystyle {\hat {H}}} هاميلتوني و {\displaystyle \hbar }.
نستنتج أن:
{\displaystyle {\hat {A}}_{H}(t)=U^{-1}(t,t_{0}){\hat {A}}_{S}U(t,t_{0})}
إذن:

{\displaystyle {d \over {dt}}{\hat {A}}_{H}(t)={{i{\hat {H}}} \over \hbar }e^{i{\hat {H}}t/\hbar }{\hat {A}}_{S}e^{-i{\hat {H}}t/\hbar }+e^{i{\hat {H}}t/\hbar }({{\partial {\hat {A}}_{S}} \over {\partial t}})e^{-i{\hat {H}}t/\hbar }-e^{i{\hat {H}}t/\hbar }{\hat {A}}_{S}{{i{\hat {H}}} \over \hbar }e^{-i{\hat {H}}t/\hbar }}خطأ رياضيات (خطأ في الصياغة): {\displaystyle {i \over \hbar } \left( \hat H \hat A(t)_H - \hat A(t)_H \hat H  ight)   + \left(rac{\partial \hat A_H}{\partial t} ight)_\mathrm{classique}}

لأن {\displaystyle e^{(-iHt/\hbar )}} يتوافق مع {\displaystyle {\hat {H}}}.